# Équipe d'Algérie de football en 1962
L'équipe du FLN de football est entraînée en 1962 par Mohamed Boumezrag.

## Matchs
| Date              | Stade, Ville, Pays               | Adversaire | Score | Comp | Buteurs algériens |
| 12 septembre 1962 | Stade El Annasser Alger, Algérie | Maroc      | 3 - 1 | A    |                   |

Légende: A : Match amical

### Bilan
| Équipe  | J | G | N | P |
| ------- | - | - | - | - |
| Algérie | 1 | 1 | 0 | 0 |